# Haptophryidae
Famille
Synonymes
- Cepediettinae
- Haptophryinae
- Lachmannellinae
- Sieboldiellinae
- Sieboldiellininae

Les Haptophryidae sont une famille de Ciliés de la classe des Oligohymenophorea et de l’ordre des Astomatida.

## Étymologie
Le nom de la famille vient du genre type Haptophrya, issu du grec hapt, « attacher à », et de οφρύς / ophrýs, « sourcil ⇒ cil ⇒ cilié », littéralement « cilié (susceptible de) s'attacher », peut-être en référence à la ventouse adhésive (parfois munie de crochets ou d'épines), dont dispose ce cilié, à son extrémité apicale.

## Description
Les Haptophryidae ont une grand taille (jusqu'à 2 000 μm de longueur, soit 2 mm). Leur forme est allongée. Ils vivent en natation libre. Leur ciliation somatique est holotriche (c'est-à-dire uniforme), dense, à cinétiques convergeant antérieurement vers une ligne de suture en forme de fer à cheval, et à région thigmotactique, qui peut être soutenue par une armature corticale rigide. Il disposent d'une ventouse adhésive, bien visible, à l'extrémité apicale du corps, parfois munie de deux ou plusieurs crochets ou épines. Leurs divisions sont anisotomiques, parfois avec caténulation. Leur macronoyau est globulaire à ellipsoïde allongé. Un micronoyau est présent. Le système de vacuoles contractiles se présente sous la forme d'un long canal, lequel est vidé par plusieurs pores..

## Habitat
Les Haptophryidae vivent dans les habitats marins et d’eau douce du tube digestif de vers turbellariés et d'amphibiens anoures et urodèles.

## Liste des genres
Selon GBIF (29 août 2023) et Lynn (2010):
- Annelophrya Lom, 1959
- Cepedietta Kay, 1942
- Haptophrya Stein, 1867 genre type
  - genres synonymes : Opalina Purkinje & Valentin, 1835 (pour partie) ; Sieboldiellina Cillin, 1911
  - Espèce type : Haptophrya planariarum (Siebold, 1839) Stein, 1867
- Lachmannella Cépède, 1910
- Steinella Cépède, 1910

## Systématique
Le nom valide de ce taxon est Haptophryidae Cépède, 1923.